# Pinales

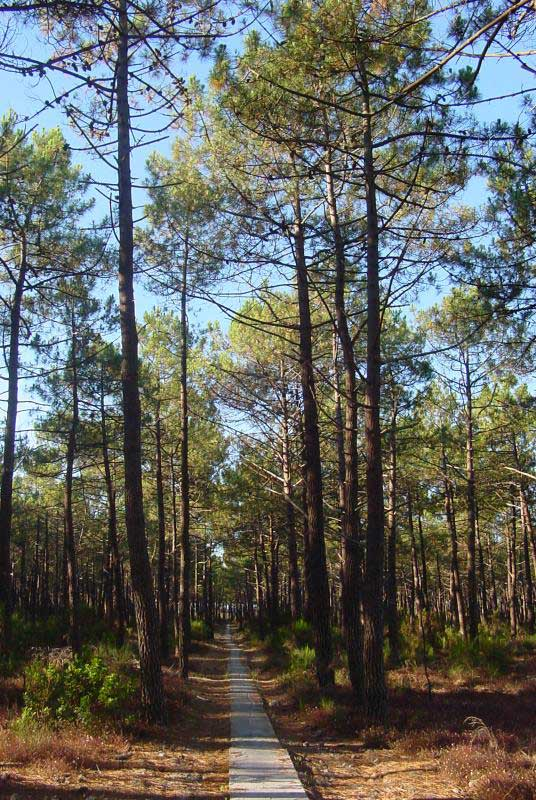
Zeedennen (Pinus pinaster) langs een weg

Pinales is een botanische naam in de rang van orde. Deze naam wordt onder meer gebruikt voor een orde die alle bestaande coniferen omvat. De 23e druk van Heukels gebruikt hiervoor de naam Coniferales.

## Een taxonomie
Een taxonomie die wel gebruikt wordt, is die waar een orde met deze naam de enige (nog) bestaande orde vormt uit de stam Pinophyta:
- klasse Pinopsida
  - orde Cordaitales †
  - orde Pinales
  - orde Vojnovskyales †
  - orde Voltziales †

NB. " † " = uitgestorven
Holt en Iudica (2016) geven een indeling, waarbij de taxa op een hoger niveau worden opgevat: als klassen. De Pinales worden dan opgevoerd als Pinopsida
| - Lignophyta - † Orde Aneurophytales (→ progymnospermophyta) - - - † Orde Protopityales (→ progymnospermophyta) - † Orde Archaeopteridales (→ progymnospermophyta) - Spermatophyta, zaadplanten - † Klasse Lyginopteridopsida (→ zaadvarens) - - † Klasse Medullosopsida (→ zaadvarens) - - † Klasse Callistophytopsida (→ zaadvarens) - - Klasse Cycadopsida (→ naaktzadigen) - - † Klasse Peltaspermopsida (→ zaadvarens) - - - Stam Ginkgophyta (→ naaktzadigen) - - Stam Gnetophyta (→ naaktzadigen) - Orde Gnetales - Orde Ephedrales - Orde Welwitschiales - Stam Coniferophyta (→ naaktzadigen) - † Klasse Cordaitopsida - - † Klasse Voltziopsida - Klasse Pinopsida, orde Pinales - Familie Pinaceae - - - Familie Podocarpaceae - Familie Araucariaceae - - Familie Sciadopityaceae - - - Familie Taxaceae - Familie Cephalotaxaceae - Familie Cupressaceae - - - † Klasse Caytoniopsida (→ zaadvarens) - Stam † Cycadeoidophyta (→ naaktzadigen) - Stam Angiospermophyta (Berry 1915), bedektzadigen - basale 'angiosperms' ("ANA-groep") - - 'magnoliids', magnoliiden (Magnoliopsida) - - Monocotyledoneae ('monocots') - Dicotyledoneae ('eudicots') |
| een polyfyletische groep (→ behoort tot de ...) wordt ook gerekend tot een polyfyletische groep |